# НХЛ у сезоні 1971—1972
НХЛ у сезоні 1971/1972 — 55-й регулярний чемпіонат НХЛ. Сезон стартував 8 жовтня 1971. Закінчився фінальним матчем Кубка Стенлі 11 травня 1972 між Бостон Брюїнс та Нью-Йорк Рейнджерс перемогою «Брюїнс» 3:0 в матчі та 4:2 в серії. Це п'ята перемога в Кубку Стенлі бостонців.

## Підсумкові турнірні таблиці
| #                 | Команда                | І  | В  | П  | Н  | ШЗ  | ШП  | Очки |
| ----------------- | ---------------------- | -- | -- | -- | -- | --- | --- | ---- |
| Східний дивізіон  |                        |    |    |    |    |     |     |      |
| 1                 | Бостон Брюїнс          | 78 | 54 | 11 | 13 | 330 | 204 | 119  |
| 2                 | Нью-Йорк Рейнджерс     | 78 | 48 | 13 | 17 | 317 | 192 | 109  |
| 3                 | Монреаль Канадієнс     | 78 | 46 | 16 | 16 | 307 | 205 | 108  |
| 4                 | Торонто Мейпл-Ліфс     | 78 | 33 | 14 | 31 | 209 | 208 | 80   |
| 5                 | Детройт Ред-Вінгс      | 78 | 33 | 10 | 35 | 261 | 262 | 76   |
| 6                 | Баффало Сейбрс         | 78 | 16 | 19 | 43 | 203 | 289 | 51   |
| 7                 | Ванкувер Канакс        | 78 | 20 | 8  | 50 | 203 | 297 | 48   |
| Західний дивізіон |                        |    |    |    |    |     |     |      |
| 1                 | Чикаго Блек Гокс       | 78 | 46 | 15 | 17 | 256 | 166 | 107  |
| 2                 | Міннесота Норз-Старс   | 78 | 37 | 12 | 29 | 212 | 191 | 86   |
| 3                 | Сент-Луїс Блюз         | 78 | 28 | 11 | 39 | 208 | 247 | 67   |
| 4                 | Піттсбург Пінгвінс     | 78 | 26 | 14 | 38 | 220 | 258 | 66   |
| 5                 | Філадельфія Флайєрс    | 78 | 26 | 14 | 38 | 200 | 236 | 66   |
| 6                 | Каліфорнія Голден-Сілс | 78 | 21 | 18 | 39 | 216 | 288 | 60   |
| 7                 | Лос-Анджелес Кінгс     | 78 | 20 | 9  | 49 | 206 | 305 | 49   |

## Матч усіх зірок НХЛ
25-й матч усіх зірок НХЛ пройшов 25 січня 1972 року в Міннесоті: Захід — Схід 2:3 (1:0, 1:2, 0:1)

## Найкращі бомбардири
| Гравець        | Команда     | І  | Г  | П  | О   | ШХ  |
| -------------- | ----------- | -- | -- | -- | --- | --- |
| Філ Еспозіто   | Бостон      | 76 | 66 | 67 | 133 | 76  |
| Боббі Орр      | Бостон      | 76 | 37 | 80 | 117 | 106 |
| Жан Ратель     | Нью-Йорк    | 63 | 46 | 63 | 109 | 4   |
| Вік Гетфілд    | Нью-Йорк    | 78 | 50 | 56 | 106 | 142 |
| Род Жильбер    | Нью-Йорк    | 73 | 43 | 54 | 97  | 64  |
| Френк Маховлич | Монреаль    | 76 | 43 | 53 | 96  | 36  |
| Боббі Галл     | Чикаго      | 78 | 59 | 43 | 93  | 24  |
| Іван Курнуає   | Монреаль    | 73 | 47 | 36 | 83  | 15  |
| Джонні Буцик   | Бостон      | 78 | 32 | 51 | 83  | 4   |
| Боббі Кларк    | Філадельфія | 78 | 35 | 46 | 81  | 87  |

## Плей-оф

### Чвертьфінали
| - 5 квітня. НЙ Рейнджерс - Монреаль 3:2 - 6 квітня. НЙ Рейнджерс - Монреаль 5:2 - 8 квітня. Монреаль - НЙ Рейнджерс 2:1 - 9 квітня. Монреаль - НЙ Рейнджерс 4:6 - 11 квітня. НЙ Рейнджерс - Монреаль 1:2 - 13 квітня. Монреаль - НЙ Рейнджерс 2:3 Серія: НЙ Рейнджерс - Монреаль 4-2 | - 5 квітня. Бостон - Торонто 5:0 - 6 квітня. Бостон - Торонто 3:4 ОТ - 8 квітня. Торонто - Бостон 0:2 - 9 квітня. Торонто - Бостон 4:5 - 11 квітня. Бостон - Торонто 3:2 Серія: Бостон - Торонто 4-1 |
| - 5 квітня. Чикаго - Піттсбург 3:1 - 6 квітня. Чикаго - Піттсбург 3:2 - 8 квітня. Піттсбург - Чикаго 0:2 - 9 квітня. Піттсбург - Чикаго 5:6 ОТ Серія: Чикаго - Піттсбург 4-0 | - 5 квітня. Міннесота - Сент-Луїс 3:0 - 6 квітня. Міннесота - Сент-Луїс 6:5 ОТ - 8 квітня. Сент-Луїс - Міннесота 2:1 - 9 квітня. Сент-Луїс - Міннесота 3:2 - 11 квітня. Міннесота - Сент-Луїс 4:3 - 13 квітня. Сент-Луїс - Міннесота 4:2 - 16 квітня. Міннесота - Сент-Луїс 1:2 ОТ Серія: Міннесота - Сент-Луїс 3-4 |

### Півфінали
| - 18 квітня. Бостон - Сент-Луїс 6:1 - 20 квітня. Бостон - Сент-Луїс 10:2 - 23 квітня. Сент-Луїс - Бостон 2:7 - 25 квітня. Сент-Луїс - Бостон 3:5 Серія: Бостон - Сент-Луїс 4-0 | - 16 квітня. Чикаго - НЙ Рейнджерс 2:3 - 18 квітня. Чикаго - НЙ Рейнджерс 3:5 - 20 квітня. НЙ Рейнджерс - Чикаго 3:2 - 23 квітня. НЙ Рейнджерс - Чикаго 6:2 Серія: Чикаго - НЙ Рейнджерс 0-4 |

### Фінал
- 30 квітня. Бостон - НЙ Рейнджерс 6:5
- 2 травня. Бостон - НЙ Рейнджерс 2:1
- 4 травня. НЙ Рейнджерс - Бостон 5:2
- 7 травня. НЙ Рейнджерс - Бостон 2:3
- 9 травня. Бостон - НЙ Рейнджерс 2:3
- 11 травня. НЙ Рейнджерс - Бостон 0:3

Серія: Бостон - НЙ Рейнджерс 4-2

## Призи та нагороди сезону
| Нагороди                 | Гравець                                                             | Команда                                                             |
| ------------------------ | ------------------------------------------------------------------- | ------------------------------------------------------------------- |
| Пам'ятний трофей Колдера | Кен Драйден                                                         | Монреаль Канадієнс                                                  |
| Нагорода Теда Ліндсея    | Жан Ратель                                                          | Нью-Йорк Рейнджерс                                                  |
| Трофей Арта Росса        | Філ Еспозіто                                                        | Бостон Брюїнс                                                       |
| Пам'ятний трофей Гарта   | Боббі Орр                                                           | Бостон Брюїнс                                                       |
| Трофей Конна Смайта      | Боббі Орр                                                           | Бостон Брюїнс                                                       |
| Приз Білла Мастертона    | Боббі Кларк                                                         | Філадельфія Флайєрс                                                 |
| Приз Джеймса Норріса     | Боббі Орр                                                           | Бостон Брюїнс                                                       |
| Приз Леді Бінг           | Жан Ратель                                                          | Нью-Йорк Рейнджерс                                                  |
| Трофей Лестера Патріка   | Клайренс С. Кемпбелл, Джон Келлі, Ральф Вейленд та Джеймс Д. Норріс | Клайренс С. Кемпбелл, Джон Келлі, Ральф Вейленд та Джеймс Д. Норріс |
| Трофей Везини            | Тоні Еспозіто Гері Сміт                                             | Чикаго Блек Гокс                                                    |
| Нагорода Плюс-Мінус      | Боббі Орр                                                           | Бостон Брюїнс                                                       |

| Нагорода                  | Клуб             |
| ------------------------- | ---------------- |
| Приз Кларенса С. Кемпбела | Чикаго Блек Гокс |
| Приз принца Уельського    | Бостон Брюїнс    |
| Кубок Стенлі              | Бостон Брюїнс    |

## Команда всіх зірок
| Перша команда                   | Позиція              | Друга команда                    |
| ------------------------------- | -------------------- | -------------------------------- |
| Тоні Еспозіто, Чикаго Блек Гокс | Воротар              | Кен Драйден, Монреаль Канадієнс  |
| Боббі Орр, Бостон Брюїнс        | Захисник             | Білл Вайт, Чикаго Блек Гокс      |
| Бред Парк, Нью-Йорк Рейнджерс   | Захисник             | Пет Степлтон, Чикаго Блек Гокс   |
| Філ Еспозіто, Бостон Брюїнс     | Центральний нападник | Жан Ратель, Нью-Йорк Рейнджерс   |
| Род Жильбер, Нью-Йорк Рейнджерс | Правий нападник      | Іван Курнуає, Монреаль Канадієнс |
| Боббі Галл, Чикаго Блек Гокс    | Лівий нападник       | Вік Гетфілд, Нью-Йорк Рейнджерс  |